# Eriophyes
Eriophyes é um género de ácaros pertencente à família Eriophyidae da ordem  Prostigmata. Inclui diversas espécies causadoras de galhas e eríneos.

## Taxonomia
O género Eriophyes inclui as seguintes espécies:
- Eriophyes alniincanae Nalepa, 1919
- Eriophyes amelancheus Nalepa, 1926
- Eriophyes arianus (Canestrini 1890)
- Eriophyes betulae
- Eriophyes betulinus
- Eriophyes bucidae
- Eriophyes buxi
- Eriophyes calcercis , Purple Erineum Maple Mite
- Eriophyes calophylli
- Eriophyes calycophthirus
- Eriophyes canestrini
- Eriophyes canestrinii
- Eriophyes chondrillae
- Eriophyes condrillae , Gall Mites
- Eriophyes crataegi
- Eriophyes cupulariae
- Eriophyes dentatae
- Eriophyes diversipunctatus
- Eriophyes emarginatae
- Eriophyes epimedii
- Eriophyes euphorbiae
- Eriophyes exilis
- Eriophyes fraxiniflora , Ash Flower Gall Mite
- Eriophyes genistae
- Eriophyes goniothorax
- Eriophyes gossypii , Cotton Blister Mite
- Eriophyes guerreronis
- Eriophyes inangulis
- Eriophyes kuko
- Eriophyes laevis
- Eriophyes lateannulatus
- Eriophyes leiosoma (Nalepa, 1892)
- Eriophyes lentiginosus
- Eriophyes litchii , Lychee Erinose Mite or Litchi Rust Mite
- Eriophyes mali , Appleleaf Blistergalls
- Eriophyes melaleucae
- Eriophyes menthae
- Eriophyes neoessegi , Cottonwood Catkingall Mite
- Eriophyes nervisequus
- Eriophyes oxycedri
- Eriophyes padi
- Eriophyes parapopuli , Poplar Budgall Mite
- Eriophyes parulmi , Elm Fingergall Mite
- Eriophyes pilifex
- Eriophyes populi , Eriophyid Mite
- Eriophyes propinquus
- Eriophyes prunispinosae
- Eriophyes pseudoinsidiosus
- Eriophyes pyri , Pearleaf Blister Mite
- Eriophyes rubicolens
- Eriophyes similis
- Eriophyes sorbi
- Eriophyes tiliae (Pagenstecher 1857), Eriophyid Mite
- Eriophyes triradiatus , Eriophyid Mite
- Eriophyes tristriatus
- Eriophyes viburni
- Eriophyes vitis
- Eriophyes von